# Kanotsport vid olympiska sommarspelen 1984
Kanotsport vid olympiska sommarspelen 1984 paddlades ute på Lake Casitas. En nyhet på det olympiska programmet detta år var damernas K-4 500 meter.

## Medaljsummering
Herrar
| Event                      | Guld                                                                 | Silver                                                                 | Brons                                                                        |
| C-1 500 meter Detaljer...  | Larry Cain Kanada                                                    | Henning Lynge Jakobsen Danmark                                         | Costicǎ Olaru Rumänien                                                       |
| C-1 1000 meter Detaljer... | Ulrich Eicke Västtyskland                                            | Larry Cain Kanada                                                      | Henning Lynge Jakobsen Danmark                                               |
| C-2 500 meter Detaljer...  | Jugoslavien Matija Ljubek Mirko Nišović                              | Rumänien Ivan Patzaichin Toma Simionov                                 | Spanien Enrique Míguez Narcisco Suárez                                       |
| C-2 1000 meter Detaljer... | Rumänien Ivan Patzaichin Toma Simionov                               | Jugoslavien Matija Ljubek Mirko Nišović                                | Frankrike Didier Hoyer Eric Renaud                                           |
| K-1 500 meter Detaljer...  | Ian Ferguson Nya Zeeland                                             | Lars-Erik Moberg Sverige                                               | Bernard Brégeon Frankrike                                                    |
| K-1 1000 meter Detaljer... | Alan Thompson Nya Zeeland                                            | Milan Janić Jugoslavien                                                | Greg Barton USA                                                              |
| K-2 500 meter Detaljer...  | Nya Zeeland Ian Ferguson Paul MacDonald                              | Sverige Per-Inge Bengtsson Lars-Erik Moberg                            | Kanada Hugh Fisher Alwyn Morris                                              |
| K-2 1000 meter Detaljer... | Kanada Hugh Fisher Alwyn Morris                                      | Frankrike Bernard Brégeon Patrick Lefoulon                             | Australien Barry Kelly Grant Kenny                                           |
| K-4 1000 meter Detaljer... | Nya Zeeland Grant Bramwell Ian Ferguson Paul MacDonald Alan Thompson | Sverige Per-Inge Bengtsson Tommy Karls Lars-Erik Moberg Thomas Ohlsson | Frankrike François Barouh Philippe Boccara Pascal Boucherit Didier Vavasseur |

Damer
| Event                     | Guld                                                                     | Silver                                                           | Brons                                                             |
| K-1 500 meter Detaljer... | Agneta Andersson Sverige                                                 | Barbara Schüttpelz Västtyskland                                  | Annemiek Derckx Nederländerna                                     |
| K-2 500 meter Detaljer... | Sverige Agneta Andersson Anna Olsson                                     | Kanada Alexandra Barre Susan Holloway                            | Västtyskland Josefa Idem Barbara Schuttpelz                       |
| K-4 500 meter Detaljer... | Rumänien Agafia Constantin Nastasia Ionescu Tecla Marinescu Maria Ştefan | Sverige Agneta Andersson Anna Olsson Eva Karlsson Susanne Wiberg | Kanada Alexandra Barre Lucie Guay Susan Holloway Barbara Olmstead |

## Medaljligan
| Pl. | Nation        | Guld | Silver | Brons | Totalt |
| --- | ------------- | ---- | ------ | ----- | ------ |
| 1   | Nya Zeeland   | 4    | 0      | 0     | 4      |
| 2   | Sverige       | 2    | 4      | 0     | 6      |
| 3   | Kanada        | 2    | 2      | 2     | 6      |
| 4   | Rumänien      | 2    | 1      | 1     | 4      |
| 5   | Jugoslavien   | 1    | 2      | 0     | 3      |
| 6   | Västtyskland  | 1    | 1      | 1     | 3      |
| 7   | Frankrike     | 0    | 1      | 3     | 4      |
| 8   | Danmark       | 0    | 1      | 1     | 2      |
| 9   | Australien    | 0    | 0      | 1     | 1      |
| 9   | Spanien       | 0    | 0      | 1     | 1      |
| 9   | Nederländerna | 0    | 0      | 1     | 1      |
| 9   | USA           | 0    | 0      | 1     | 1      |